# Dragoș Tudorache
Ioan Dragoș Tudorache (Vászló, 1975. január 14. –) román bíró, a Cioloș-kormány belügyminisztere (2016-2017).

## Élete
A jászvásári Alexandru Ioan Cuza Tudományegyetem jogi karán diplomázott (1997), majd a Stockholm University-n szerzett doktorátus európai jogból (1999). 2002 és 2015 között különböző tisztségeket töltött be nemzetközi intézményekben az EU és az EBESZ mellett Brüsszelben. 2015 márciusa és novembere között az Európai Bizottság migrációs és uniós belügyek főigazgatóságának koordinációs és stratégiai igazgatója volt.
Dacian Cioloș 2015 végén, az újonnan megalakuló technokrata kormányában a Miniszterelnöki Hivatal vezetését bízta rá, majd miután 2016 nyarán átalakította kormányát, ideiglenes jelleggel a hírközlési és tájékoztatási tárca irányítását is rábízta. Szeptember elején Petre Tobă belügyminiszter távozott a kabinetből – mivel a Nemzeti Korrupcióellenes Ügyészség (DNA) bűnpártolás gyanúja miatt az ellene lefolytatandó bűnvádi eljárás jóváhagyását kérte Klaus Johannis államfőtől – és ekkor Tudorache vette át a minisztérium irányítását, kabinetfőnöki helyét átadva Paul Gheorghiunak.